# Out 1
Out 1, noli me tangere is een Franse dramafilm uit 1971 onder regie van Jacques Rivette.

## Verhaal
Een aantal acteurs repeteert voor een toneelstuk. Een van de acteurs krijgt drie geheimzinnige berichten die aanwijzingen geven over Balzac en De Dertien. Er volgt een speurtocht om de betekenis van de berichten te achterhalen.

## Rolverdeling
| Acteur            | Personage  |
| ----------------- | ---------- |
| Jean-Pierre Léaud | Colin      |
| Juliet Berto      | Frédérique |
| Michael Lonsdale  | Thomas     |
| Michèle Moretti   | Lili       |
| Bernadette Lafont | Sarah      |
| Bulle Ogier       | Emilie     |
| Françoise Fabian  | Lucie      |